# 劳伦斯 (马萨诸塞州)

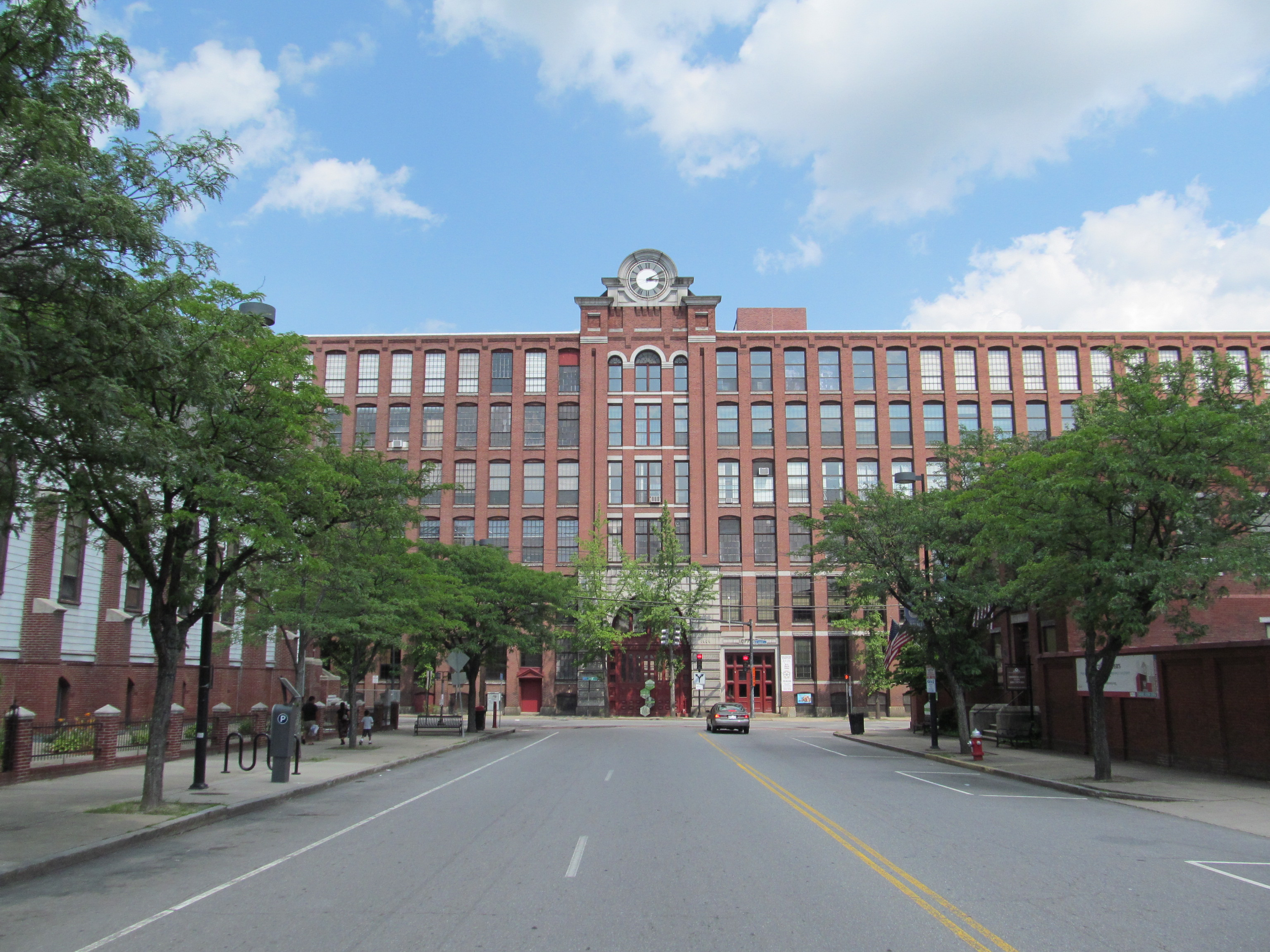

劳伦斯（英語：Lawrence）位于美国马萨诸塞州东北部梅里马克河畔，是埃塞克斯县的县治所在，面积19.2平方公里。根据2000年美国人口普查，共有72,043人，其中白人占48.64%、亚裔美国人占2.65%。